# Buenópolis
Buenópolis là một đô thị thuộc bang Minas Gerais, Brasil. Đô thị này có diện tích 1610,959 km², dân số năm 2007 là 9522 người, mật độ 6,6 người/km².